# Beaurieux, Nord

Beaurieux este o comună în departamentul Nord, Franța. În 1 ianuarie 2022 avea o populație de 167 de locuitori.